# EMA 2020
EMA 2020 je bila 25. izbor slovenskega predstavnika na Pesmi Evrovizije. Potekala je 22. februarja 2020 v studiu 1 Televizije Slovenija. Že četrtič jo je vodil Klemen Slakonja, iz green rooma pa se je oglašala Maja Pinterič.
Zmagala je Ana Soklič s pesmijo »Voda«. Ker je bila Pesem Evrovizije tisto leto zaradi pandemije koronavirusne bolezni odpovedana, je bila Sokličeva izbrana, da bo Slovenijo zastopala leta 2021.

## Vabilo za sodelovanje
Vabilo za sodelovanje je bilo objavljeno 1. avgusta 2019, zbiranje prijav pa je trajalo do 19. septembra (novinci) oz. 18. novembra (uveljavljeni izvajalci). Izbor skladb je potekal v dveh kategorijah:
- novinci: izvajalci, ki na dan 1. februarja 2020 še ne bodo dopolnili 26 let in ki do tega dne ne bodo komercialno[a] izdali več kot 3 avtorskih skladb
- uveljavljeni izvajalci: izvajalci, ki so na dan 1. februarja 2020 komercialno izdali več kot 3 avtorske skladbe

Skladbe novincev so se pomerile na spletnem predtekmovanju EMA Freš, skladbe uveljavljenih izvajalcev pa so bile za izbor EMA izbrane neposredno.
Pravila vabila so med drugim določala:
1. Izvajalci morajo biti na dan 1. februarja 2020 stari najmanj 16 let.
2. Glavni izvajalec (ali vsaj polovica glavnih izvajalcev v skupinah) mora imeti stalno ali začasno prebivališče v Republiki Sloveniji.
3. Skladba je lahko dolga največ 3 minute.
4. Na odru v živo lahko v okviru ene točke nastopi do 6 izvajalcev.
5. Skladba mora biti v celoti in v posameznih delih izvirna in še ne priobčena javnosti.

RTV Slovenija si pridržuje pravico neposredno povabiti k sodelovanju poljubno število avtorjev ali/in izvajalcev.

## EMA Freš
Pesmi iz kategorije novinci so se najprej pomerile na spletnem predtekmovanju EMA Freš, ki je potekalo jeseni 2019 na spletni strani RTV Slovenija (MMC) in družbenih omrežjih, povezanih s projektom. Tam so dnevno objavljali skladbe (demo posnetke), potekalo pa je tudi spletno glasovanje za dnevnega in tedenskega zmagovalca. Tekmovanje na izločanje je obsegalo več krogov.
Za EMO Freš je bilo izbranih 18 izvajalcev, ki so bili razdeljeni na 9 parov. Vsak par se je pomeril v dnevnem dvoboju, o zmagovalcu katerega je odločalo glasovanje na MMC-ju (RTV-jevi spletni strani). Zmagovalci 3 dnevnih dvobojev so se pomerili v tedenskem dvoboju in dva izmed njih sta se uvrstila v finale EME Freš – eden na podlagi spletnega glasovanja in eden po izboru strokovne žirije. Poraženci so dobili še eno priložnost v četrtem in petem tednu. V finalu EME Freš se je pomerilo 10 izvajalcev in dva sta se uvrstila na EMO 2020: eden na podlagi spletnega glasovanja in eden po izboru strokovne žirije.
EMO Freš so komentirali Bojan Cvjetićanin, Klemen Kopina, Denis Živčec, Maja Pinterič in Rebeka Tomc.
| Izvajalec             | Pesem                       | Avtorji glasbe in besedila                                                                                       |
| --------------------- | --------------------------- | --- |
| Alfirev               | »Črno-bela lika«            | Patrik Šimenc (g), Žan Vončina (g), Tia Alfirev (b)                                                              |
| Astrid in Avantgarden | »Sing to Me«                | Jani Hace (g), Martin Štibernik (g), Astrid Ana Kljun (gb)                                                       |
| Klarity               | »Diham«                     | Klara Brglez Klasinc (gb), Primož Jurendić (g), Niki Kozoderc (g)                                                |
| Lana Hrvatin          | »Dream«                     | Lana Hrvatin (gb), Enej Žagar (b)                                                                                |
| Ljudmila Frelih       | »Vztrajaj, ker je vredno«   | |
| Marko Škof            | »Hočem, da je vse kot prej« | Domen Kumer (g), Mirna Reynolds (b)                                                                              |
| Marmoris              | »Moj pristan«               | Matic Skok (gb), Blaž Horvat (g), Andraž Kos (b)                                                                 |
| Martina               | »Pleši«                     | |
| Nuša Pliberšek        | »Življenje je čarovnija«    | |
| Parvani Violet        | »Cupid«                     | Veronika Steiner (gb), Anže Zaveršnik (g), Aljaž Šumej (g), Florjan Ajdnik (g), Jaka Jeršič (g), Anže Lečnik (g) |
| Petra Ceglar          | »Srce naglas«               | Petra Ceglar (gb)                                                                                                |
| Pia Nina              | »Tukaj in zdaj«             | Pia Nina Stružnik Štefe (gb), Jernej Kržič (g)                                                                   |
| Sara Petešić          | »Sanjaj/Dream«              | Sara Petešić (gb), Mojca Lubej (b), Anastasia Makivić (g)                                                        |
| Saška                 | »Še kar lovim tvoj nasmeh«  | Jure Skaza (gb), Matic Mlakar (g)                                                                                |
| Soulution             | »Eno«                       | Patrik Mrak (gb), Nace Jordan (g), Žiga Bahor (b)                                                                |
| Stella                | »Ne vem, če sem v redu«     | Špela Jezovšek - Stella (gb)                                                                                     |
| Tilen Lotrič          | »Jaz in ti«                 | |
| Younite               | »The Cure«                  | Jakob Zlatinšek (g), Pija Lucija Kralj (b)                                                                       |

### Dnevni dvoboji in tedenski finali
Prvi teden
| Dnevni dvoboji | Dnevni dvoboji        | Dnevni dvoboji | Dnevni dvoboji | Finale tedna – 8. 11. | Finale tedna – 8. 11. | Finale tedna – 8. 11. | Finale tedna – 8. 11. |
| Datum          | Izvajalec             | Št. klikov     | %              | Izvajalec             | Št. klikov            | %                     | Komisija              |
| -------------- | --------------------- | -------------- | -------------- | --------------------- | --------------------- | --------------------- | --------------------- |
| 4. 11.         | Stella                | 869            | 52,07 %        | Stella                | 669                   | 28,17 %               | 2.                    |
| 4. 11.         | Pia Nina              | 800            | 47,93 %        | Stella                | 669                   | 28,17 %               | 2.                    |
| 5. 11.         | Soulution             | 1150           | 46,26 %        | Younite               | 1148                  | 48,34 %               | 1.                    |
| 5. 11.         | Younite               | 1336           | 53,74 %        | Younite               | 1148                  | 48,34 %               | 1.                    |
| 6. 11.         | Astrid in Avantgarden | 811            | 41,87 %        | Martina               | 558                   | 23,49 %               | 3.                    |
| 6. 11.         | Martina               | 1126           | 58,13 %        | Martina               | 558                   | 23,49 %               | 3.                    |

Drugi teden
| Dnevni dvoboji | Dnevni dvoboji | Dnevni dvoboji | Dnevni dvoboji | Finale tedna – 15. 11. | Finale tedna – 15. 11. | Finale tedna – 15. 11. | Finale tedna – 15. 11. |
| Datum          | Izvajalec      | Št. klikov     | %              | Izvajalec              | Št. klikov             | %                      | Komisija               |
| -------------- | -------------- | -------------- | -------------- | ---------------------- | ---------------------- | ---------------------- | ---------------------- |
| 11. 11.        | Klarity        | 1098           | 56,98 %        | Klarity                | 799                    | 36,62 %                | 3.                     |
| 11. 11.        | Tilen Lotrič   | 829            | 43,02 %        | Klarity                | 799                    | 36,62 %                | 3.                     |
| 12. 11.        | Marko Škof     | 688            | 41,62 %        | Petra Ceglar           | 617                    | 28,28 %                | 2.                     |
| 12. 11.        | Petra Ceglar   | 965            | 58,38 %        | Petra Ceglar           | 617                    | 28,28 %                | 2.                     |
| 13. 11.        | Parvani Violet | 1088           | 74,39 %        | Parvani Violet         | 766                    | 35,11 %                | 1.                     |
| 13. 11.        | Sara Petešič   | 347            | 25,61 %        | Parvani Violet         | 766                    | 35,11 %                | 1.                     |

Tretji teden
| Dnevni dvoboji | Dnevni dvoboji  | Dnevni dvoboji | Dnevni dvoboji | Finale tedna – 22. 11. | Finale tedna – 22. 11. | Finale tedna – 22. 11. | Finale tedna – 22. 11. |
| Datum          | Izvajalec       | Št. klikov     | %              | Izvajalec              | Št. klikov             | %                      | Komisija               |
| -------------- | --------------- | -------------- | -------------- | ---------------------- | ---------------------- | ---------------------- | ---------------------- |
| 18. 11.        | Saška           | 1240           | 81,63 %        | Saška                  | 773                    | 39,28 %                | 1.                     |
| 18. 11.        | Ljudmila Frelih | 279            | 18,37 %        | Saška                  | 773                    | 39,28 %                | 1.                     |
| 19. 11.        | Nuša Pliberšek  | 847            | 50,48 %        | Nuša Pliberšek         | 516                    | 26,22 %                | 3.                     |
| 19. 11.        | Alfirev         | 831            | 49,52 %        | Nuša Pliberšek         | 516                    | 26,22 %                | 3.                     |
| 20. 11.        | Marmoris        | 723            | 56,62 %        | Marmoris               | 679                    | 34,50 %                | 2.                     |
| 20. 11.        | Lana Hrvatin    | 554            | 43,38 %        | Marmoris               | 679                    | 34,50 %                | 2.                     |

Četrti teden − poraženci I
| Dnevni dvoboji | Dnevni dvoboji | Dnevni dvoboji | Dnevni dvoboji | Finale tedna – 29. 11. | Finale tedna – 29. 11. | Finale tedna – 29. 11. | Finale tedna – 29. 11. |
| Datum          | Izvajalec      | Št. klikov     | %              | Izvajalec              | Št. klikov             | %                      | Komisija               |
| -------------- | -------------- | -------------- | -------------- | ---------------------- | ---------------------- | ---------------------- | ---------------------- |
| 25. 11.        | Pia Nina       | 429            | 73,08 %        | Pia Nina               | 337                    | 22,01 %                | 1.                     |
| 25. 11.        | Sara Petešič   | 158            | 26,92 %        | Pia Nina               | 337                    | 22,01 %                | 1.                     |
| 26. 11.        | Marko Škof     | 277            | 47,43 %        | Nuša Pliberšek         | 260                    | 16,98 %                | 3.                     |
| 26. 11.        | Nuša Pliberšek | 307            | 52,57 %        | Nuša Pliberšek         | 260                    | 16,98 %                | 3.                     |
| 27. 11.        | Alfirev        | 1050           | 54,89 %        | Alfirev                | 934                    | 61,01 %                | 2.                     |
| 27. 11.        | Soulution      | 863            | 45,11 %        | Alfirev                | 934                    | 61,01 %                | 2.                     |

Peti teden − poraženci II
| Dnevni dvoboji | Dnevni dvoboji        | Dnevni dvoboji | Dnevni dvoboji | Finale tedna – 6. 12. | Finale tedna – 6. 12. | Finale tedna – 6. 12. | Finale tedna – 6. 12. |
| Datum          | Izvajalec             | Št. klikov     | %              | Izvajalec             | Št. klikov            | %                     | Komisija              |
| -------------- | --------------------- | -------------- | -------------- | --------------------- | --------------------- | --------------------- | --------------------- |
| 2. 12.         | Lana Hrvatin          | 324            | 66,26 %        | Lana Hrvatin          | 326                   | 33,10 %               | 2.                    |
| 2. 12.         | Martina               | 165            | 33,74 %        | Lana Hrvatin          | 326                   | 33,10 %               | 2.                    |
| 3. 12.         | Astrid in Avantgarden | 808            | 55,46 %        | Astrid in Avantgarden | 398                   | 40,41 %               | 1.                    |
| 3. 12.         | Petra Ceglar          | 649            | 44,54 %        | Astrid in Avantgarden | 398                   | 40,41 %               | 1.                    |
| 4. 12.         | Ljudmila Frelih       | 240            | 47,06 %        | Tilen Lotrič          | 261                   | 26,50 %               | 3.                    |
| 4. 12.         | Tilen Lotrič          | 270            | 52,94 %        | Tilen Lotrič          | 261                   | 26,50 %               | 3.                    |

### Finale
Finale Eme Freš je potekal 18. januarja 2020 v studiu 2 TV Slovenija. V njem se je pomerilo 10 tedenskih zmagovalcev spletnega dela predtekmovanja, ki so se potegovali za dve vstopnici za nastop na EMI 2020. Povezovala sta ga Bojan Cvjetićanin in Maja Pinterič. Med glasovanjem so kot gostje nastopili Fed Horses (Zahodno dekle), Lumberjack (Eden tistih) in Raiven (Ti).
| #   | Izvajalec             | Pesem                      | Avtorji glasbe, besedila in aranžmaja                                                                             |
| --- | --------------------- | -------------------------- | --- |
| 1.  | Stella                | "Ne vem, če sem v redu"    | Špela Jezovšek - Stella (gb), Blaž Hribar (a), Gaber Marolt (a)                                                   |
| 2.  | Younite               | "The Cure"                 | Jakob Zlatinšek (ga), Pija Lucija Kralj (b)                                                                       |
| 3.  | Alfirev               | "Črno bela lika"           | Patrik Šimenc (ga), Žan Vončina (ga), Tia Alfirev (b)                                                             |
| 4.  | Klarity               | "Diham"                    | Klara Klasinc Brglez (gba), Primož Jurendić (ga), Niki Kozoderc (ga)                                              |
| 5.  | Marmoris              | "Moj pristan"              | Matic Skok (gba), Blaž Horvat (ga), Andraž Kos (b)                                                                |
| 6.  | Saška                 | "Še kar lovim tvoj nasmeh" | Jure Skaza (gb), Matic Mlakar (ga), Martin Bezjak (a)                                                             |
| 7.  | Pia Nina              | "Tukaj in zdaj"            | Pia Nina Stružnik Štefe (gb), Jernej Kržič (ga)                                                                   |
| 8.  | Lana Hrvatin          | "Dream"                    | Lana Hrvatin (gba), Enej Žagar (ba)                                                                               |
| 9.  | Parvani Violet        | "Cupid"                    | Veronika Steiner (gb), Anže Zaveršnik (ga), Aljaž Šumej (g), Florjan Ajdnik (g), Jaka Jeršič (g), Anže Lečnik (g) |
| 10. | Astrid in Avantgarden | "Sing to Me"               | Jani Hace (ga), Martin Štibernik (ga), Astrid Ana Kljun (gba)                                                     |

Na EMO 2020 sta se uvrstila dva izvajalca:
- eden po izboru žirije, ki so jo sestavljali Urša Mihevc, Rok Ahačevčič in Raiven: Parvani Violet
- eden po izboru občinstva: Saška

| Mesto | Izvajalec (pesem)                  |
| ----- | ---------------------------------- |
| 1.    | Parvani Violet (Cupid)             |
| 2.    | Astrid in Avantgarden (Sing to Me) |
| 3.    | Pia Nina (Tukaj in zdaj)           |
| 4.    | Younite (The Cure)                 |
| 5.    | Saška (Še kar lovim tvoj nasmeh)   |
| 6.    | Alfirev (Črno bela lika)           |
| 7.    | Lana Hrvatin (Dream)               |
| 8.    | Klarity (Diham)                    |
| 9.    | Stella (Ne vem, če sem v redu)     |
| 10.   | Marmoris (Moj pristan)             |

| Mesto | Izvajalec (pesem)                  | Št. glasov |
| ----- | ---------------------------------- | ---------- |
| 1.    | Saška (Še kar lovim tvoj nasmeh)   | 684        |
| 2.    | Stella (Ne vem, če sem v redu)     | 588        |
| 3.    | Parvani Violet (Cupid)             | 570        |
| 4.    | Klarity (Diham)                    | 474        |
| 5.    | Marmoris (Moj pristan)             | 464        |
| 6.    | Alfirev (Črno bela lika)           | 461        |
| 7.    | Younite (The Cure)                 | 417        |
| 8.    | Astrid in Avantgarden (Sing to Me) | 285        |
| 9.    | Lana Hrvatin (Dream)               | 211        |
| 10.   | Pia Nina (Tukaj in zdaj)           | 154        |

## EMA 2020
Za izbor EMA 2020 je bilo neposredno izbranih 10 "uveljavljenih" izvajalcev, ki jih je izmed 74 prispelih prijav izbrala izborna komisija v sestavi Raiven, Mojca Menart in Jernej Vene. Tem 10 sta se pridružila še zmagovalca EME Freš, Saška in Parvani Violet.
| #   | Izvajalec              | Pesem                      | Avtorji glasbe, besedila in aranžmaja                                                                             |
| --- | ---------------------- | -------------------------- | --- |
| 1.  | Simon Vadnjal          | "Nisi sam"                 | Kevin Koradin (ga), Clifford Goilo (ga), Simon Vadnjal (b)                                                        |
| 2.  | Saška                  | "Še kar lovim tvoj nasmeh" | Jure Skaza (gb), Matic Mlakar (ga), Martin Bezjak (a)                                                             |
| 3.  | Gaja Prestor           | "Verjamem vase"            | Žan Serčič (gba), Gaja Prestor (b)                                                                                |
| 4.  | Ana Soklič             | "Voda"                     | Ana Soklič (gb), Bojan Simončič (g), Žiga Pirnat (a)                                                              |
| 5.  | Inmate                 | "The Salt"                 | Andrej Bezjak (gba), Marko Duplišak (gba), Miha Oblišar (ga), Jure Grudnik (ga)                                   |
| 6.  | Manca Berlec           | "Večnost"                  | Patrik Šimenc (g), Manca Berlec (gba)                                                                             |
| 7.  | Tinkara Kovač          | "Forever"                  | Aleš Klinar (g), Anja Rupel (b), Miha Gorše (a)                                                                   |
| 8.  | Božidar Wolfand - Wolf | "Maybe Someday"            | Grigor Koprov (g), Božidar Wolfand - Wolf (b), Helena Banič Wolfand (b), Vladimir Dojčinovski (a)                 |
| 9.  | Parvani Violet         | "Cupid"                    | Veronika Steiner (gb), Anže Zaveršnik (ga), Aljaž Šumej (g), Florjan Ajdnik (g), Jaka Jeršič (g), Anže Lečnik (g) |
| 10. | Klara Jazbec           | "Stop the World"           | Ed Fisher (g), Ani Cordero (b), Klara Jazbec (b), Pablo San Martin (a)                                            |
| 11. | Imset                  | "Femme fatale"             | Jaka Peterka (ga), Dejan Macura (ga), Blaž Horvat (ga), Jaka Ažman (ga), Matej Pečaver (ga), Rok Lunaček (b)      |
| 12. | Lina Kuduzović         | "Man Like U"               | Lina Kuduzović (gb), Florian Krahe (a)                                                                            |

Kot gosta sta med telefonskim glasovanjem nastopila zalagasper z "Me & My Boi". Klemen Slakonja je pred razglasitvijo zmagovalca nastopil s točko, v kateri se je prelevil v vseh dotedanjih 25 evrovizijskih izvajalcev.

### Rezultati
Glasovanje je potekalo v dveh krogih.
Glasovanje žirije – 1. krog
Najprej je tričlanska strokovna žirija v sestavi Darja Švajger, Nuša Derenda in Maja Keuc izbrala 2 superfinalistki: Ano Soklič in Lino Kuduzović.
| Mesto | Izvajalec (pesem)                      |
| ----- | -------------------------------------- |
| 1.    | Ana Soklič (Voda)                      |
| 2.    | Lina Kuduzović (Man Like U)            |
| 3.    | Parvani Violet (Cupid)                 |
| 4.    | Simon Vadnjal (Nisi sam)               |
| 4.    | Saška (Še kar lovim tvoj nasmeh)       |
| 4.    | Tinkara Kovač (Forever)                |
| 7.    | Gaja Prestor (Verjamem vase)           |
| 7.    | Inmate (The Salt)                      |
| 7.    | Klara Jazbec (Stop the World)          |
| 10.   | Manca Berlec (Večnost)                 |
| 11.   | Imset (Femme fatale)                   |
| 12.   | Božidar Wolfand - Wolf (Maybe Someday) |

Superfinale − 2. krog
V superfinalu so končno zmagovalko izbrali gledalci in poslušalci s telefonskim glasovanjem.
| Izvajalka                   | Št. glasov     |
| --------------------------- | -------------- |
| Ana Soklič (Voda)           | 5035 (53,54 %) |
| Lina Kuduzović (Man Like U) | 4369 (46,46 %) |

## Gledanost
Ema 2020 je bila najbolje gledana vsebina v svojem časovnem pasu na vseh TV-programih v Sloveniji. V povprečju si jo je ogledalo 13,2 odstotka ali 249.600 gledalcev, kar je predstavljalo 27-odstotni delež takratnih gledalcev televizije. V času najvišje gledanosti jo je v povprečju spremljalo 18,3 odstotka ali 347.000 gledalcev.